# Karl Gutenberger
Karl Michael Gutenberger (Essen, 18 april 1905 - aldaar, 8 juli 1961) was een Duitse officier en SS-Obergruppenführer (luitenant-generaal). Hij was generaal in de Waffen-SS en de politie tijdens de Tweede Wereldoorlog. Hij was de Höherer SS- und Polizeiführer (HSSPF) "West" en parlementslid voor de NSDAP in de Rijksdag.
Hij werd schuldig bevonden aan oorlogsmisdrijven en veroordeeld tot twaalf jaar gevangenisstraf.

## Leven
Op 18 april 1905 werd Karl Gutenberger geboren in Essen. Zijn vader was de magazijnmeester van de Krupp Staalwerken Michael Gutenberger (geboren 12 september 1865 in Rheinböllen/Hunsrück). Gutenberger ging naar de lagere school en de Realschule in Essen. Aansluitend slaagde hij aan het atheneum in Altenessen. In 1921 volgde Gutenberger een opleiding voor bankbeambte en werkte voor een anderhalf jaar in deze functie.
In 1923 werd Gutenberger lid van de NSDAP en de SA. Na de Bierkellerputsch verliet hij de NSDAP en SA weer. Van 1924 tot 1928 werkte bij bij diverse firma's in Essen.
In 1925 werd Gutenberger weer opnieuw lid van de NSDAP en SA en werd Ortsgruppenleiter der NSDAP voor de regio Essen-Segeroth. Hierna was hij nog als gouwredenaar in het gouw Essen actief. Als financieel medewerker werkte Gutenberger in 1928 voor de krant Nationalzeitung in Essen. Op 1 januari 1932 volgde zijn fulltime aanstelling als SA-leider en werd benoemd commandant van de SA-Standarte 159. Op 24 april 1932 was Gutenberger kandideerde voor de Pruisische Landdag, maar werd niet gekozen. Zijn poging om in de Rijksdag te komen waren wel succesvol en Gutenberger werd voor kieskring 23 (Düsseldorf-West) gekozen tot de kieskring in november 1932 ontbonden werd. Na de machtsovername door de nazi's werd hij herkozen voor de Rijksdag en was lid tot het einde van de oorlog. Van januari 1932 was Gutenberger SA-leider van de verschillende SA-Standarten en Brigades in het westelijk deel van het Ruhrgebied.
Op 27 december 1934 trouwde Gutenberger met Herta Schultz (geboren 31 december 1900 in Dessau). Er zijn geen kinderen vermeld in zijn SS-personeelsdossier.
Begin mei 1937 werd Gutenberger benoemd tot tijdelijk hoofdcommissaris van politie in de stad Duisburg en kreeg van 1938 een vaste aanstelling in deze functie. Op 14 november 1939 volgde zijn overplaatsing als hoofdcommissaris van politie naar Essen en diende in deze functie tot mei 1941. Tijdens zijn periode als hoofdcommissaris was Gutenberger ook Luftschutzleiter (vrije vertaling: luchtbeschermingsleider) van het Luftschutzort Essen (vrije vertaling: Luchtbeschermingsplaats Essen).
Op 9 april 1940 verliet Gutenberger de Sturmabteilung (SA) en werd lid van de Schutzstaffel (SS) hij werd toegevoegd aan de staf van de SS-Oberabschnitte West. Dit na de "inleiding van een gerechtelijk vooronderzoek door het Hooggerechtshof van de SA wegens schending van voorschriften betreffende de SA". Begin mei 1941 kreeg Gutenberger een hoofdbetrekking in de SS. In juni 1941 volgde zijn benoeming tot Höherer SS- und Polizeiführer (HSSPF) "West" en leider van de SS-Oberabschnitte West in Düsseldorf. Hij volgde Friedrich Jeckeln als HSSPF op. Zijn jurisdictie omvatte het grootste deel van het noordelijk Rijnland en Westfalen. Hij behield beide functies tot het einde van de Tweede Wereldoorlog. Op 1 mei 1941 nam Gutenberg verlof en zijn functie werd waargenomen door Max Henze. Enkele maanden later kreeg Gutenberger een auto ongeluk, en liep hierbij een schedelbasisfractuur en een breuk van het ellebooggewricht op. Hij bleef nog tot 30 september 1942 in dienst. Hij droeg de hoofdverantwoordelijkheid voor de Klostersturm van Vinnenberg in 1941.
Tijdens zijn dienstreis naar Oslo om de HSSPF Wilhelm Rediess te bezoeken liep Gutenberger trombose op. In juli 1944 kreeg Gutenberger een medische behandeling in het SS-sanatorium in Karlsbad. Op 30 juli 1944 werd hij bevorderd tot SS-Obergruppenführer en Generaal in de Waffen-SS en de politie. In augustus 1944 werd hij benoemd tot Reichskommissar für Öffentlichsicherheits in Nord-Limburg (vrije vertaling: Rijkscommissaris voor de Openbare veiligheid in Noord-Limburg). In deze functie overzag hij de evacuatie van 70.000 Nederlanders uit het gebied rond Arnhem. 
In september 1944 kreeg de SS-Obersturmbannführer Gustav Adolf Nosske het bevel van Gutenberger om de nog levende Joden en Halfjoden in zijn district samen te drijven en te doden. Nosske voerde dit bevel niet uit.
Op 1 oktober 1944 werd Gutenberger benoemd tot Höheren Kommandeur der Kriegsgefangenen in het Wehrkreis VI en Inspekteur des "Werwolf-West" (vrije vertaling: Inspecteur van de Weerwolven West). Voor het Gestapo-kantoor in Keulen laat hij demonstratief in het openbaarheid 11 Ostarbeiter ophangen. Op 27 oktober 1944 rechtvaardigt hij zijn ongeoorloofde actie met “de verantwoordelijkheid voor de veiligheid van ons innerlijk Duitse leven”.
In de laatste fase van de oorlog was hij verantwoordelijk voor talrijke moordaanslagen. Op 12 december 1944 schreef hij aan Reichsführer-SS Heinrich Himmler, met het oog op de oprukkende geallieerde troepen in het rijksgebied: “Aanvankelijk werden 108 deserteurs of van spionage verdachte personen doodgeschoten om het moreel te stabiliseren. De deserteurs die niet duidelijk als zodanig geïdentificeerd waren, werden overgedragen aan de krijgsraad te velde, die bijna altijd de doodstraf oplegden.”
Op 1 januari 1945 bevond zijn kwartier zich in een bunker in Düsseldorf-Lohausen. In opdracht van Reichsführer-SS Heinrich Himmler liet Gutenberger op 25 maart 1945 de burgemeester Franz Oppenhoff van Aken vermoorden door een commando van Weerwolven.
In maart 1945 gaf Gutenberger het bevel tot fusillade van de Oberstleutnant der Schutzpolizei Franz Jürgens wegens defaitisme.

## Na de oorlog
Op 10 mei 1945 werd Gutenberger door de Amerikaanse troepen gevangengenomen en geïnterneerd. Hierna werd hij overgedragen aan de Britse autoriteiten. Hij werd door een Britse militaire rechtbank in Hamburg voor het doodschieten van buitenlandse arbeiders veroordeeld tot twaalf jaar gevangenisstraf. Er volgden nog meer processen voor juryrechtbank: door de arrondissementsrechtbank Aken werd Gutenberger wegens medeplichtigheid en doodslag voor de moord op de Akense burgemeester Oppenhoff tot twee en halve jaar gevangenisstraf (Schulz vermeldt: vier jaar tuchthuis) veroordeeld. De arrondissementsrechtbank Duisberg veroordeelde Gutenberger tot vijf jaar tuchthuis voor misdaden tegen de menselijkheid, moord en wederrechtelijke vrijheidsberoving. In 1952 werd door het Bundesgerichtshof het vonnis vernietigd en terugverwezen naar de arrondissementsrechtbank Duisberg.
Op 22 oktober 1949 werd Gutenberger in hechtenis genomen voor het doorgeven van het bevel tot het executeren van geallieerde krijgsgevangene en de betrokkenheid bij de moord van gevangene in Essen en Burgholz.
Op 9 mei 1953 Gutenberger werd vrijgelaten uit de gevangenis van Werl op basis van gratie, maar werd onmiddellijk weer gearresteerd door de Duitse recherche. In 1953 werd het procedure bij de arrondissementsrechtbank Duisberg tegen Gutenberger stopgezet. Na zijn vrijlating uit de gevangenis werkte hij als handelsvertegenwoordiger.
Over het verdere verloop van zijn leven is niets bekend. Op 8 juli 1961 stierf Gutenberger in Essen.

## Triviaal
In een fitnessrapport dat op 19 november 1934 werd ingediend door de SA-Obergruppenführer Heinrich Knickmann, werd hij beschreven als “een man met een ondoorzichtige persoonlijkheid en met weinig invloed”.

## Carrière
Gutenberger bekleedde verschillende rangen in zowel de Sturmabteilung als Allgemeine-SS. De volgende tabel laat zien dat de bevorderingen niet synchroon liepen.
| Datums                                        | NSDAP                       | Sturmabteilung      | Allgemeine-SS        | Politie                     | Waffen-SS             |
| --------------------------------------------- | --------------------------- | ------------------- | -------------------- | --------------------------- | --------------------- |
| 15 december 1925                              | Ortsgruppenleiter der NSDAP | —                   | —                    | —                           | —                     |
| 1926                                          | Gauredner der NSDAP         | —                   | —                    | —                           | —                     |
| 1 juli 1932                                   | —                           | SA-Standartenführer | —                    | —                           | —                     |
| 9 november 1933                               | —                           | SA-Oberführer       | —                    | —                           | —                     |
| 20 april 1936                                 | —                           | SA-Brigadeführer    | —                    | —                           | —                     |
| 1 juni 1940                                   | —                           | —                   | SS-Mann              | —                           | —                     |
| 1 juni 1940                                   | —                           | —                   | SS-Brigadeführer     | —                           | —                     |
| 1 maart 1942                                  | —                           | —                   | —                    | Generalmajor der Polizei    | —                     |
| 9 november 1942                               | —                           | —                   | SS-Gruppenführer     | Generalleutnant der Polizei | —                     |
| 30 juli 1944 (met ingang van 1 augustus 1944) | —                           | —                   | SS-Obergruppenführer | —                           | —                     |
| 16 november 1944 (met ingang van 1 juli 1944) | —                           | —                   | —                    | General der Polizei         | General der Waffen-SS |

## Lidmaatschapsnummers
- NSDAP-nr.: 25 249[13] (lid geworden 1923[10], hernieuwd lid 15 december 1925[10])
- SS-nr.: 372 303[13] (lid geworden 1 juni 1940[10][2])

## Onderscheidingen
Selectie:
- IJzeren Kruis 1939, 2e Klasse op 3 mei 1944[3][4][5]
- Gouden Ereteken van de NSDAP op 25 oktober 1933[20][3][4][23]
- Dienstonderscheiding van de NSDAP in goud op 30 januari 1942[5][3][4]
- Ereteken van de Luchtbescherming, 2e Klasse op 25 februari 1943[4][3][5]